# Hymenocardia punctata
Hymenocardia punctata là một loài thực vật có hoa trong họ Diệp hạ châu. Loài này được Wall. ex Lindl. mô tả khoa học đầu tiên năm 1836.